# Эджума, Ноа
Ноа Эджума (фр. Noah Edjouma; род. 4 октября 2005, Кламар) — французский футболист, вингер клуба «Тулуза».

## Клубная карьера
Энджума — воспитанник клуба «Лаво» и «Тулуза». В 2023 году игрок дебютировал за дублирующий состав последних. 7 января 2024 года в поединке Кубка Франции против «Шамбери» Ноа дебютировал за основной состав. 9 февраля 2025 года в матче против «Осера» он дебютировал в Лиге 1. В этом же поединке Ноа забил свой первый гол за «Тулузу».

## Международная карьера
В 2025 году Энджума в составе молодёжной сборной Франции принял участие в молодёжном чемпионате Европы в Словакии.